# Sausac (Alier)
Saulzet és un municipi francès, situat al departament de l'Alier i a la regió d'Alvèrnia-Roine-Alps. L'any 2007 tenia 336 habitants.

## Demografia

### Població
El 2007 la població de fet de Saulzet era de 336 persones. Hi havia 140 famílies de les quals 40 eren unipersonals (24 homes vivint sols i 16 dones vivint soles), 44 parelles sense fills, 48 parelles amb fills i 8 famílies monoparentals amb fills.
La població ha evolucionat segons el següent gràfic:
Habitants censats

### Habitatges
El 2007 hi havia 177 habitatges, 142 eren l'habitatge principal de la família, 19 eren segones residències i 16 estaven desocupats. 174 eren cases i 2 eren apartaments. Dels 142 habitatges principals, 126 estaven ocupats pels seus propietaris, 15 estaven llogats i ocupats pels llogaters i 1 estava cedit a títol gratuït; 3 tenien dues cambres, 18 en tenien tres, 45 en tenien quatre i 76 en tenien cinc o més. 106 habitatges disposaven pel capbaix d'una plaça de pàrquing. A 52 habitatges hi havia un automòbil i a 74 n'hi havia dos o més.

### Piràmide de població
La piràmide de població per edats i sexe el 2009 era:
| Homes | Edats   | Dones |
| ----- | ------- | ----- |
| 0     | 95 o +  | 0     |
| 0     | 90 a 94 | 0     |
| 0     | 85 a 89 | 4     |
| 4     | 80 a 84 | 4     |
| 8     | 75 a 79 | 8     |
| 4     | 70 a 74 | 24    |
| 4     | 65 a 69 | 8     |
| 8     | 60 a 64 | 4     |
| 8     | 55 a 59 | 0     |
| 24    | 50 a 54 | 28    |
| 20    | 45 a 49 | 24    |
| 12    | 40 a 44 | 8     |
| 12    | 35 a 39 | 12    |
| 4     | 30 a 34 | 8     |
| 12    | 25 a 29 | 12    |
| 8     | 20 a 24 | 16    |
| 20    | 15 a 19 | 4     |
| 0     | 10 a 14 | 12    |
| 12    | 5 a 9   | 0     |
| 16    | 0 a 4   | 4     |

## Economia
El 2007 la població en edat de treballar era de 218 persones, 156 eren actives i 62 eren inactives. De les 156 persones actives 143 estaven ocupades (83 homes i 60 dones) i 13 estaven aturades (3 homes i 10 dones). De les 62 persones inactives 18 estaven jubilades, 12 estaven estudiant i 32 estaven classificades com a «altres inactius».

### Ingressos
El 2009 a Saulzet hi havia 147 unitats fiscals que integraven 341 persones, la mediana anual d'ingressos fiscals per persona era de 16.894 €.

### Activitats econòmiques
Dels 11 establiments que hi havia el 2007, 1 era d'una empresa extractiva, 1 d'una empresa de fabricació d'altres productes industrials, 1 d'una empresa de construcció, 5 d'empreses de comerç i reparació d'automòbils, 2 d'empreses de serveis i 1 d'una entitat de l'administració pública.
Dels 4 establiments de servei als particulars que hi havia el 2009, 1 era una funerària, 1 taller de reparació d'automòbils i de material agrícola, 1 paleta i 1 guixaire pintor.
L'any 2000 a Saulzet hi havia 12 explotacions agrícoles que ocupaven un total de 518 hectàrees.

## Equipaments sanitaris i escolars
El 2009 hi havia una escola maternal integrada dins d'un grup escolar amb les comunes properes formant una escola dispersa.

## Poblacions més properes
El següent diagrama mostra les poblacions més properes.